# Liste der Flaggen im Kreis Soest
Diese Liste beinhaltet alle in der Wikipedia gelisteten Flaggen im Kreis Soest in Nordrhein-Westfalen. Weitere Flaggen von Städten, Gemeinden und Kreisen in Nordrhein-Westfalen sind über die Navigationsleiste am Ende der Seite erreichbar.
| Der Kreis Soest in Nordrhein-Westfalen | Wappen des Kreises Soest | Die Flagge des Kreises Soest wurde durch den Regierungspräsidenten in Arnsberg genehmigt. Die Hauptsatzung des Kreises beschreibt die Flagge wie folgt: „Das Wappen des Kreises Soest zeigt auf weißem Feld in einem gespalteten Schilde vorn den senkrechten roten Soester Schlüssel und hinten das durchgehend schwarze Kreuz von Kurköln, geschmückt von der roten, fünfblättrigen Lipperose mit goldenem Butzen und goldenen Kelchblättern.“ (genehmigt am 26. Mai 1976) […] „Der Kreis führt folgende Flagge: In der Mitte einer weißen, von zwei roten Seitenstreifen im Verhältnis 1 : 3 : 1 begleitenden Bahn das Wappen des Kreises.“ |

Wichtiger Hinweis
Zur Zeit der Erstellung dieses Artikels befinden sich darin nur wenig Flaggenabbildungen, dafür aber die Platzhalter  für Hissflaggen und  für Banner. Entsprechende Platzhalter  sind auch auf den Wappenlisten üblich und eine Aufforderung, die noch fehlenden Abbildungen zu finden oder zu erstellen und hochzuladen.

## Städte und Gemeinden
| Stadt oder Gemeinde | Hissflagge                         | Banner                        | Zitate aus den Hauptsatzungen der Gemeinden und Städte |
| ------------------- | ---------------------------------- | ----------------------------- | --- |
| Anröchte            | laut Hauptsatzung keine Hissflagge |                               | Der Regierungspräsident in Arnsberg hat der Gemeinde mit Urkunde vom 15. März 1976 die Genehmigung erteilt, ein Wappen, ein Siegel und ein Banner, wie nachstehend beschrieben zu führen: Wappenbeschreibung: In Gelb (Gold) auf grünweiß geschachter Mauerpyramide ein auffliegender schwarzer Adler. […] Bannerbeschreibung: Von Grün und Gelb im Verhältnis 1 : 1 längsgestreift, in der Mitte, etwas nach oben geschoben, der Wappenschild der Gemeinde. |
| Bad Sassendorf      | laut Hauptsatzung keine Hissflagge |                               | Der Gemeinde ist mit Urkunde des Regierungspräsidenten vom 11.06.1970 das Recht zur Führung eines Wappens verliehen worden. Das Wappen zeigt über Silbernem (Weißem), mit einem liegenden roten mit dem Bart nach unten gekehrten Schlüssel belegten erhöhten Schildfuß in Grün einen achtstrahligen goldenen (gelben) Stern unter einem goldenen (gelben) Sensenblatt mit nach links gewandter Spitze und abwärts gekehrter Schneide. Der Gemeinde ist ferner mit Urkunde des Regierungspräsidenten vom 23.11.1971 das Recht zur Führung einer Flagge verliehen worden. Die Flagge ist von Grün zu Weiß zu Grün im Verhältnis 1:3:1 längsgestreift mit dem in der oberen Hälfte der mittleren weißen Bahn aufgelegten Wappenschild der Gemeinde versehen.                                                                 |
| Ense                |                                    |                               | Der Gemeinde ist mit Urkunde des Regierungspräsidenten Arnsberg vom 22. Januar 1971 das Recht zur Führung eines Wappens, einer Flagge, eines Banners und eines Siegels verliehen worden. Beschreibung des Wappens: Von Silber (weiß) zu Rot im Zinnenschnitt geteilt; oben hängende, durch eine rote Schnur zusammengehaltene schwarze Pferdepramme, unten zwei goldene (gelbe) Balken. Beschreibung der Flagge: Die Flagge (Hißflagge) ist in zwei gleich breiten Bahnen von Rot zu Weiß längsgestreift und zeigt in der Mitte das Gemeindewappen im Schild. Beschreibung des Banners: Das Banner ist ebenfalls in zwei gleich breiten Bahnen von Rot zu Weiß längsgestreift und zeigt das Gemeindewappen im Schild in der Mitte der oberen Hälfte.                                                                       |
| Erwitte             |                                    |                               | Der Stadt Erwitte ist mit Urkunde des Regierungspräsidenten in Arnsberg vom 21.12.1977 das Recht zur Führung eines Wappens verliehen worden. Beschreibung des Wappens: Von Gelb und Rot gespalten; vorn ein roter, gelbbekrönter Löwe, hinten ein schräglinker, gekreuzter gelber Doppelhaken. Der Stadt Erwitte ist ferner mit Urkunde des Regierungspräsidenten in Arnsberg vom 21.12.1977 das Recht zur Führung einer Flagge und eines Banners verliehen worden. Beschreibung der Flagge: Von Gelb zu Rot im Verhältnis 1:1 längsgestreift, in der Mitte der Wappenschild der Stadt. Beschreibung des Banners: Von Gelb zu Rot im Verhältnis 1:1 längsgestreift, in der Mitte der oberen Hälfte der Wappenschild der Stadt.                                                                                             |
| Geseke              |                                    |                               | Die Stadt führt folgendes Wappen: in Blau ein durchgehendes Kreuz, belegt in der Kreuzung mit einem roten fünfspeichigen Rad. […] Die Flagge zeigt die Farben Blau und Weiß längsgestreift, von der Mitte nach vorn und von oben verschoben das Wappen der Stadt. Das Banner zeigt die Farben Blau und Weiß längsgestreift, von der Mitte nach oben verschoben das Wappen der Stadt. |
| Lippetal            | laut Hauptsatzung keine Hissflagge |                               | Der Gemeinde ist mit Urkunde des Regierungspräsidenten in Arnsberg vom 1.7.1971 das Recht zur Führung eines Wappens verliehen worden. Beschreibung des Wappens: Das Wappen zeigt auf Silber (Weiß) einen blauen Wellenschrägbalken überbrückt von einem den Schild lingsschräg überziehenden goldenen (gelben) Brückenbogen. Der Gemeinde ist ferner mit Urkunde des Regierungspräsidenten in Arnsberg vom 1.7.1971 das Recht zur Führung eines Banners verliehen worden. Beschreibung des Banners: Das Banner ist von Blau zu Weiß in zwei gleich breiten Bahnen längsgestreift und zeigt in der oberen Hälfte das Gemeindewappen im Schild. |
| Lippstadt           |                                    |                               | Die Stadt Lippstadt führt ein Wappen, ein Siegel und eine Flagge. Das Wappen zeigt in Silber einen rotgezinnten Mittel-Turm mit geöffnetem Tor, anschließend beiderseits einen bedachten Wehrgang mit zwei kleineren gezinnten Seitentürmen, dazu eine rote, fünfblättrige Rose mit goldenem Butzen. […] Die Flagge ist weiß-rot im Verhältnis 1:2 gespalten; auf dem weißen Streifen der Schriftzug "LIPPSTADT", in der Mitte des roten Streifens das Wappen. Das Banner ist weiß-rot im Verhältnis 1:2 gespalten; oberhalb der Mitte im roten Streifen das Wappen, auf dem weißen Streifen nach unten versetzt der vertikale Schriftzug "LIPPSTADT". |
| Möhnesee            |                                    |                               | Der Gemeinde Möhnesee ist mit Urkunde des Regierungspräsidenten in Arnsberg vom 26. Oktober 1970 das Recht zur Führung eines Wappens verliehen worden. Das Wappen wird wie folgt beschrieben: Von Silber (Weiß) zu Blau im Wellenschnitt geteilt; oben ein durchgehendes schwarzes Kreuz, unten ein silberner (weißer) Adler. Der Gemeinde Möhnesee ist ferner mit Urkunde des Regierungspräsidenten in Arnsberg vom 26. Oktober 1970 das Recht zur Führung einer Flagge verliehen worden. Die Flagge wird wie folgt beschrieben: Die Flagge ist als Banner von Blau zu Weiß in zwei gleichen Bahnen längsgestreift und zeigt das Gemeindewappen im Schild in der Mitte der oberen Hälfte. Die Hissflagge ist von Blau zu Weiß in zwei gleichen Bahnen längsgestreift und zeigt in der Mitte das Gemeindewappen im Schild. |
| Rüthen              |                                    |                               | Der Stadt ist mit Urkunde des Regierungspräsidenten in Arnsberg vom 19. August 1976 das Recht verliehen worden, ein Wappen, ein Siegel, eine Flagge und ein Banner, wie nachstehend beschrieben, zu führen: Wappenbeschreibung: In Silber (Weiß) ein durchgehendes schwarzes Kreuz, das im Schnittpunkt mit einer roten Raute belegt ist und von 4 roten Rauten bewinkelt wird. […] Flaggenbeschreibung: In drei Bahnen im Verhältnis 1 : 3 : 1 von Weiß zu Rot zu Weiß längsgestreift, in der mittleren Bahn, etwas zur Stange hin verschoben, der Wappenschild der Stadt. Bannerbeschreibung: In drei Bahnen im Verhältnis 1 : 3 : 1 von Weiß zu Rot zu Weiß längsgestreift, in der oberen Hälfte der mittleren Bahn der Wappenschild der Stadt.                                                                         |
| Soest               |                                    | laut Hauptsatzung kein Banner | Das kleine Stadtwappen zeigt einen pfahlweise gestellten, rechtsgekehrten, aufrechten roten Schlüssel in silbernem Felde, dessen Bart in bestimmter Weise von kreuzförmigen Einschnitten durchbrochen ist. […] Die Flagge weist im ersten weißen Drittel – von der Stange an gerechnet – den senkrechten roten Schlüssel des Stadtwappens auf. Die übrigen beiden Drittel sind siebenmal weiß über rot geteilt. |
| Warstein            | laut Hauptsatzung keine Hissflagge |                               | Der Stadt Warstein ist mit Urkunde des Regierungspräsidenten Arnsberg vom 10.04.1991 das Recht zur Führung eines Wappens verliehen worden. Beschreibung des Wappens: Gespalten von Silber (Weiß) und Rot, vorn ein durchgehendes schwarzes Kreuz, hinten neun silberne (weiße) Kugeln, 5 : 4 pfahlweise gestellt. Der Stadt Warstein ist ferner mit Urkunde des Regierungspräsidenten Arnsberg vom 10.04.1991 das Recht zur Führung eines Banners verliehen worden. Beschreibung des Banners: Von Weiß zu Schwarz zu Weiß im Verhältnis 1 : 3 : 1 längsgestreift, in der oberen Hälfte der mittleren Bahn das Wappenschild der Stadt. |
| Welver              |                                    | laut Hauptsatzung kein Banner | Der Gemeinde Welver ist mit Urkunde des Regierungspräsidenten Arnsberg vom 31. März 1970 das Recht zur Führung eines Wappens verliehen worden. Das Wappen wir wie folgt beschrieben: In gespaltetem Schilde rechts ein aufgerichteter goldener (gelber) Rüde in Rot, links zwei gekreuzte Schwerter in Gold (Gelb), zwischen deren Griffen ein schwarzer Adler steht. Die Flagge ist Gelb und Rot längsgestreift im Verhältnis 1:1; die Liekseite zwanzigmal geteilt in Gelb und Rot; in der Mitte des Tuches das Wappen. |
| Werl                |                                    | laut Hauptsatzung kein Banner | Das Wappen der Stadt Werl zeigt in Silber ein schwarzes durchgehendes Kreuz, belegt mit einem aufrechten, mit dem Bart nach rechts gewandten silbernen Schlüssel. Die Flagge zeigt links im senkrecht abgeteilten Drittel oben die Inschrift „Stadt Werl“ – schwarz auf weißem Grund – darunter das Stadtwappen, 2/3 der Flagge sind waagerecht geteilt, und zwar oben schwarz und unten weiß. |
| Wickede (Ruhr)      | laut Hauptsatzung keine Hissflagge |                               | Der Gemeinde Wickede (Ruhr) ist mit Urkunde des Regierungspräsidenten Arnsberg vom 3. April 1970 das Recht zur Führung eines Wappens verliehen worden. Das Wappen enthält in dem von Silber (Weiß) über Blau im Wellenschnitt geteilten Schild oben ein durchgehendes schwarzes Kreuz, unten ein silbernes (weißes) aus dem Schildfuß herauswachsendes Zahnrad. Der Gemeinde Wickede (Ruhr) ist ferner mit Urkunde des Regierungspräsidenten Arnsberg vom 3. April 1970 das Recht zur Führung einer Flagge verliehen worden. Die Flagge der Gemeinde ist in Längsrichtung blau-weiß-blau gestreift und trägt in der oberen Hälfte des weißen Feldes das Wappen der Gemeinde. |